# Wrightia lanceolata
Wrightia lanceolata är en oleanderväxtart som beskrevs av Kerr. Wrightia lanceolata ingår i släktet Wrightia och familjen oleanderväxter. Inga underarter finns listade i Catalogue of Life.